# Syritta indica
Syritta indica är en tvåvingeart som först beskrevs av Christian Rudolph Wilhelm Wiedemann 1824.  Syritta indica ingår i släktet kompostblomflugor, och familjen blomflugor. Inga underarter finns listade i Catalogue of Life.